# Automobilová maziva
Automobilová maziva jsou specializované typy maziv, určených k omezení tření v pohyblivých částech automobilu.
Protože se provozní podmínky v jednotlivých částech vozidla výrazně liší, používají se pro ně různé typy maziv. Všechna automobilová maziva a zejména motorový olej mají nepříznivé účinky na lidský organizmus a je nezbytné minimalizovat jejich kontakt s pokožkou.

## Motorové oleje
Ve skříni čtyřdobého spalovacího motoru je napuštěn motorový olej. Jeho úlohou je mazat kluzné plochy motoru, odvádět z nich teplo a z ploch válců smývat popel ze spáleného paliva. Je to olej relativně řídký, aby se snadno roztíral po stěnách válců a dobře procházel olejovým filtrem. Kluzná ložiska mají dostatečně velkou plochu, aby tlak, kterým je olej z uložení vytlačován, nebyl příliš velký, takže ani nároky v tomto ohledu na motorový olej nejsou extrémní. Požaduje se ale stálost parametrů v extrémním rozsahu pracovních teplot během dlouhé doby mezi výměnami olejové náplně. To jsou velmi náročné požadavky. Proto se dnes již téměř nepoužívají oleje pouze ropného složení, ale přidávají se různá syntetická aditiva pro vylepšení vlastností oleje. Olej, který obsahuje významné množství syntetických složek, se nazývá polosyntetický a používá se běžně. Kromě toho se vyrábějí i plně syntetické motorové oleje, které nacházejí uplatnění u vysoce zatížených užitkových vozidel, jejichž provozovatel nemívá čas na výměnu oleje. Kromě toho syntetická složka zabezpečuje tekutost v extrémních mrazech a zanedbatelnou úsporu paliva díky sníženým odporům. Motorový olej se vyměňuje zhruba po 15 000 až 30 000 km nebo po několika málo letech provozu. 
Motorové oleje se primárně hodnotí podle viskozity. V současnosti se používají oleje celoroční a proto mají dvě hodnoty viskozity SAE (např. SAE 10W-40), pro zimu a pro léto. Motorový olej má dále dvojí výkonnostní hodnocení, a to pro vznětové a zážehové motory (např. API SL/CF). Olej je přednostně určen pro ten druh motoru, pro který má vyšší toto hodnocení. Ve výše uvedeném příkladu je SL výše na stupnici olejů pro zážehové motory, než je CF na stupnici olejů pro vznětové motory, jde tedy o olej určený primárně do zážehových motorů. Neznamená to však, že do vznětového motoru nelze použít. Olej může mít další různá hodnocení podle stupnic konkrétních automobilových koncernů. 
V Česku je významným výrobcem kvalitních motorových olejů PARAMO závod Kolín (dříve KORAMO) se svou značkou MOGUL. Z významných zahraničních značek jsou to např. Agip, BP Aral, Castrol, Elf, Esso, Exxon, Lukoil, Pennzoil, Chevron, Texaco, Shell, Valvoline. Výrobci motorových olejů produkují i převodové oleje a plastická maziva.

## Převodové oleje
V převodovce panují jiné poměry než v motoru. Nevyskytují se tu velmi vysoké teploty a olej není znečisťován spalinami. Na odstranění kovového otěru postačuje magnet připevněný uvnitř převodové skříně, filtrace se nepoužívá. Převodový olej musí ale čelit vysokým tlakům a proto je relativně hustý. V nových konstrukcích převodovek se používají uzavřená ložiska s trvalou náplní plastického maziva a olejovou náplní se mažou jen ozubená kola. Tím jsou ložiska lépe chráněna před vysokými tlaky a případnými kovovými třískami. Ve srovnání s motorovým olejem vydrží převodový olej mnohem déle.
Rozvodovky se plní stejným převodovým olejem jako převodovky. Jsou-li v nich použita hypoidní soukolí (tj. ozubená soukolí s mimoběžnými osami a kuželovými koly), používají se speciální oleje.
U převodových olejů se často neuvádí hodnoty tzv. multigrade (dvě hodnoty SAE např. SAE 80W-90), ale jen jedna.

## Ostatní mazaná místa
V automobilech se všeobecně používají plastická maziva lithná.
Stejnoběžné klouby mají náplně speciálního plastického maziva s molykou (sulfid molybdeničitý MoS2). Mazivo s molykou má téměř černou barvu. Mělo by ve zvýšené míře pomáhat kloubu snášet i krátkodobě nepříznivé stavy pro mazání. Molyka není vhodná pro mazání jemných ložisek a také se nehodí jako aditivum do motorového či převodového oleje.
K mazání ložisek kol a spojkového ložiska se používá speciální plastické mazivo s vysokou teplotou skápnutí, aby nevytékalo z ložisek.
Kulové klouby nápravy a řízení se plní plastickým mazivem s MoS2 jako stejnoběžné klouby.
Řízení má náplň oleje nebo speciálního vysoce tažného plastického maziva.
Rozmontování spojů dílů výfukového potrubí usnadní jejich namazání před montáží. Používají se k tomu speciální maziva, lze též použít práškový grafit. 